# 雲林縣舊城
雲林縣舊城是福建臺灣省首任巡撫劉銘傳新增在嘉義、彰化之間的雲林縣縣治所在，位於沙連堡林圯埔近郊的九十九崁雲林坪上。雲林縣的名稱即是來自「雲林坪」這個地名，但日後經過行政區重新劃分後，該地今卻不隸屬雲林縣，而是屬於南投縣竹山鎮管轄，在竹山鎮境內仍保有雲林里、雲林國小和雲林路等相關地名。

## 沿革
雲林地區過去分別是由彰化縣與嘉義縣管轄，主要官員乃「斗六門縣丞」。劉銘傳就任臺灣省巡撫後，打算在此地設置新縣，縣治則選在得名自明鄭時部將林圯的林圯埔一帶，由准知縣，也就是當時的斗六門縣丞陳世烈來負責築城相關事宜。之所以會選於此地築城，主要是因為此地是八通關古道的起點，與開山撫番政策有相當的關係。
陳世烈於光緒十二年（1886年）十月於雲林坪設「雲林城工總局」與「雲林撫墾局」來處理築城與撫墾事宜，而由於經費不足，所以國庫無法負擔的部分只好向地方士紳募捐，最後建成了一座周長1300餘丈、寬約6尺並圍有刺竹三重的竹土合一之城垣。縣城剛建好時由於還未正式設縣，所以僅先命名為「前山第一城」。築城期間因逢下雨，省去了種刺竹的灌溉工作，陳世烈認為這是官民一同築城感動上蒼所致，因而在城外建有旌義亭並寫〈竹城旌義亭碑記〉。光緒十三年（1887年）八月十七日劉銘傳因縣治位於雲林坪之上，因而將此新縣命名為雲林縣，不過陳世烈就任首任知縣已是隔年四月十日的事。
然而因此地位於清水溪與濁水溪流域，於大雨時易被河水氾濫影響。而繼任巡撫的邵友濂又認為縣城的位置太靠近內山，於是在光緒十九年（1893年）將縣治移到斗六，並建新縣城。縣治移走後，該城便迅速地荒蕪，成為耕地。